# Xanthocercis zambesiaca
Xanthocercis zambesiaca es una especie de árbol perteneciente a la familia de las fabáceas. Es originaria de África.

## Descripción
Es un árbol de hoja perenne que alcanza los 7-18 (-30) m de altura, con un tronco que presenta una ramificación baja, a menudo, con muchos tallos de 8 m de altura; con una pesada copa redondeada y con las ramillas algo caídas. Prefiere lugares cálidos en la seca sabana, en los suelos aluviales profundos cerca de los ríos y de los montículos de termitas, en los valles de los ríos, hasta los 1500 metros de altura.

## Distribución y hábitat
Se encuentra en Botsuana, Malaui, Mozambique, Sudáfrica, Zambia y Zimbabue.